# Joan-Benjamin Gaba
Joan-Benjamin Gaba, född 7 januari 2001, är en fransk judoutövare.

## Karriär
Vid olympiska sommarspelen 2024 i Paris tog Gaba silver i 73 kg-klassen efter en finalförlust mot azeriske Hidayät Heydärov. Han var även en del av Frankrikes lag som tog guld i mixedlag.